# Trosná (Oriol)
Trosná (ruso: Тросна́) es un asentamiento rural y pueblo (seló) de Rusia, capital del raión homónimo en la óblast de Oriol.
En 2023, el territorio del asentamiento tenía una población de 3267 habitantes, de los cuales más de dos mil quinientos vivían en el pueblo y el resto repartidos en 23 pedanías, todas ellas con estatus de aldea (derevnia). De estas últimas, solamente cuatro superan los cien habitantes: Sómovo, Nízhniaya Morózija, Gránkino y Novyye Turyi.
Se ubica unos 50 km al sur de Oriol, sobre la carretera E105 que lleva a Kursk, Bélgorod y Járkov. Al noroeste del casco urbano sale hacia el suroeste la carretera A142, que lleva a Zheleznogorsk y Hlújiv.

## Historia
Se conoce la existencia del pueblo en documentos desde 1861, cuando se estableció aquí la sede de una vólost, en el uyezd de Kromy de la gobernación de Oriol. Adoptó el estatus de capital distrital en 1928, cuando se definieron los raiones de la óblast de Chernozem Central. En 1931, el área pasó a formar parte del raión de Kromy, pero en 1935 recuperó el estatus de capital de raión al organizarse el territorio de la óblast de Kursk. Cuando en 1937 se formó la óblast de Oriol, en un principio se decidió que Trosná siguiera perteneciendo a Kursk, hasta que en 1944 se integró en la nueva óblast. En 1963 volvió a formar parte del raión de Kromy, hasta que en 1985 se restauró definitivamente el raión de Trosná.